# Mittelmeerspiele 2009/Rhythmische Sportgymnastik

Logo Mittelmeerspiele 2009

Bei den Mittelmeerspielen wird in der Rhythmischen Sportgymnastik traditionell nur ein Wettbewerb in der Einzelgymnastik ausgetragen, einen Gruppenwettkampf gibt es nicht. 
Bei den Spielen 2009 fand die Qualifikationsrunde am 26. Juni 2009 statt. Das Finale am 27. Juni 2009. Austragungsort war die Palatricalle Sporthalle in Pescara. Es nahmen 21 Gymnastinnen am Wettbewerb teil von denen 10 sich fürs Finale qualifizierten.

## Ergebnisse Finale
| Platz | Land         | Mannschaft             | Punkte  |
| ----- | ------------ | ---------------------- | ------- |
| 1     | Italien      | Julieta Cantaluppi     | 103.550 |
| 2     | Frankreich   | Delphine Ledoux        | 100.675 |
| 3     | Spanien      | Carolina Rodríguez     | 99.425  |
| 4     | Italien      | Chiara Ianni           | 98.950  |
| 5     | Griechenland | Michaela Metallidou    | 95.175  |
| 6     | Slowenien    | Mojca Rodev            | 93.825  |
| 7     | Türkei       | Pinar Akilveren        | 92.900  |
| 8     | Türkei       | Burcin Neziroglou      | 92.750  |
| 9     | Zypern       | Chrystalleni Trikomiti | 91.850  |
| 10    | Zypern       | Loukia Trikomiti       | 89.525  |